# الجامعة الكاثوليكية في أربيل
الجامعة الكاثوليكية في أربيل هي جامعة أهلية مقرها في منطقة عينكاوا في مدينة أربيل في إقليم كردستان، العراق.
أسسها المطران بشار متي وردة رئيس اساقفة ايبارشية اربيل الكلدانية، والجامعة تمنح شهادة البكلورويوس في اختصاصات متنوعة ومعترف بها في حكومة إقليم كردستان. وحكومة جمهورية العراق
وضع حجر الأساس في 20 تشرين الأول 2012، وتم افتتاحها في يوم 8 كانون الاول من سنة 2015، وتبلغ مساحة الحرم الجامعي 30000 متر مربع. وقد حصل مشروع الجامعة على منحة قدرها 2.3 مليون يورو من المؤتمر الأسقفي الإيطالي.
ترحب CUE بالطلاب من جميع الثقافات والأديان والخلفيات للدراسة في بيئة من التعايش والاحترام والتعددية الثقافية والتميز الأكاديمي وتعزيز الجودة والكرامة الفردية والعدالة.
CUE هو مجتمع أكاديمي منفتح ، يرتكز على أفضل تقاليد التعليم العالي، مكرس لتشكيل الجيل القادم من القادة للعمل بامتياز مهني في كردستان والعراق وعلى الصعيد الدولي من أجل الصالح العام وكرامة الإنسان.
كعضو في المجتمع العالمي للجامعات الكاثوليكية ، ستكون الجامعة قادرة على تعريف طلابها ببعض من أفضل العلماء في العالم الذين سيحضرون بانتظام كأساتذة ومعلمين هنا في حرم CUE. سيكون لطلاب CUE أيضًا القدرة على التواصل والمشاركة بشكل افتراضي مع الجامعات الشريكة لنا في أستراليا والولايات المتحدة الأمريكية وأوروبا.

## الاختصاصات
تتوفر الاختصاصات التالية في الجامعة:
- العلاقات الدولية
- الدراسات الشرقية
- اللغة الإنكليزية
- تكنولوجيا المعلومات
- علوم الحاسوب
- المحاسبة
- الاقتصاد
- ادارة الاعمال
- هندسة معمارية
- هندسة مدنية
- علوم المختبرات والتحليلات المرضية
- الصيدلة
- الاعلام المرئي

## مقالات ذات صلة
- كلية بابل الحبرية للفلسفة واللاهوت

## الموقع الرسمي
- الموقع الرسمي